# Гаевое (Чемеровецкий район)
Гаевое (укр. Гайове) — село в Чемеровецком районе Хмельницкой области Украины.
Население по переписи 2001 года составляло 201 человек. Почтовый индекс — 31640. Телефонный код — 3859. Код КОАТУУ — 6825287402.

## Местный совет
31640, Хмельницкая обл., Чемеровецкий р-н, с. Слободка-Смотричская, ул. Ленина, 1